# Gruzełkowate
Gruzełkowate (Nectriaceae Tul. & C. Tul.) – rodzina grzybów z rzędu rozetkowców (Hypocreales).

## Charakterystyka
Pasożyty roślin lub saprotrofy rozwijające się na resztkach roślinnych. Liczne należące do niej gatunki są rozprzestrzenione na całym świecie. Tworzą jaskrawe, kuliste owocniki typu perytecjum. Powstające one albo na powierzchni podłoża, albo na podkładce, tylko u nielicznych gatunków tworzą się one in vitro. Perytecja u różnych gatunków mają barwę żółtą, pomarańczową, czerwoną, niebieska lub fioletową i kształt od kulistego do elipsoidalnego. Na szczycie zaopatrzone są w niewielką brodawkę o ujściu wyścielonym peryfizami. Ściany perytecjów albo pokryte są włoskami, albo urzeźbione. Pod wpływem KOH i kwasu mlekowego zmieniają kolor. Wewnątrz perytecjów często występują wstawki, zwykle jednak tylko w młodych owocnikach, szybko bowiem zanikają w trakcie ich dojrzewania. Worki cienkościenne, z delikatnym nieamyloidalnym aparatem apikalnym. Askospory szkliste, żółtawe lub jasnobrunatne, elipsoidalne, wrzecionowate lub sierpowate, przeważnie septami podzielone na kilka komórek. Ściana gładka, czasami urzeźbiona.
Obficie tworzą anamorfy w postaci luźnych konidioforów lub szklistych, jasnych sporodochiów. Anamorfy te wywołują wiele chorób roślin o dużym znaczeniu gospodarczym.

## Systematyka
Pozycja w klasyfikacji według Index FungorumNectriaceae, Hypocreales, Hypocreomycetidae, Sordariomycetes, Pezizomycotina, Ascomycota, Fungi.
Rodzinę tę do taksonomii wprowadzili Louis René Tulasne i Charles Tulasne w 1853 r. Według aktualizowanej klasyfikacji Index Fungorum bazującej na Dictionary of the Fungi należą do niej liczne rodzaje. M.in. są to:
- Albonectria Rossman & Samuels 1999
- Calonectria De Not. 1867
- Dialonectria (Sacc.) Cooke 1884
- Fusarium Link 1809
- Haematonectria Samuels & Nirenberg 1999
- Nectria (Fr.) Fr. 1849
- Neonectria Wollenw. 1917[1]